# Tudorella ferruginea
Tudorella ferruginea, ungebräuchlich auch Balearische Landdeckelschnecke genannt, ist eine auf dem Land lebende Schnecken-Art aus der Familie der Landdeckelschnecken (Pomatiidae) in der Ordnung der Sorbeoconcha.

## Merkmale

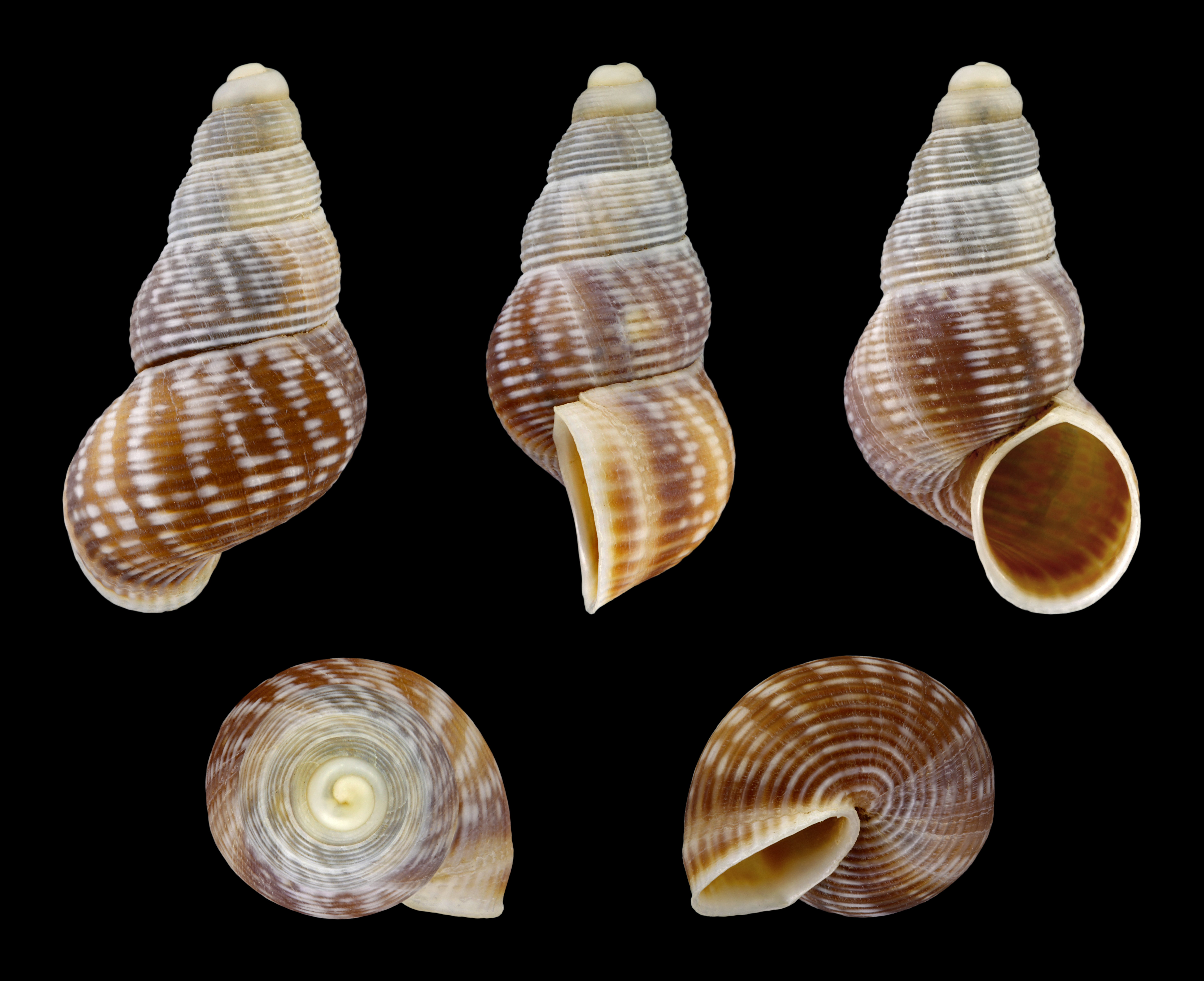
Gehäuse von Tudorella ferruginea

Die rechtsgewundenen Gehäuse sind 18 bis 22 mm hoch und 10 bis 11 mm breit. Sie haben 5,5 bis 6 mäßig gewölbte Windungen, die von einer mäßig tiefen Naht voneinander abgesetzt sind. Sie sind konisch geformt und vergleichsweise schlank. Der Apex ist stumpf. Die Ornamentierung besteht aus groben Spiralrippen und weniger hervortretenden, dicht stehenden, feinen Radialrippen. Die Mündung ist eiförmig mit einem eng gewinkeltem oberen Ende. Die Mündungshöhe ist ungefähr ein Drittel der Gesamtgehäusehöhe. Innen ist die Mündung bräunlich-orangefarben. Der Mundsaum ist nicht unterbrochen und weiß gefärbt. Er hat keinen Kontakt mit der vorletzten Windung. Der Nabelritz ist unter der Wölbung der letzten Windung angedeutet.
Der Protokonch ist glatt, die erste Windung ist gelblich-orange, die restlichen Windungen sind rötlich-braun mit hellen Flecken, besonders intensiv ist die letzte Windung gefärbt.
Die Tiere sind getrenntgeschlechtlich. Dabei ist auch ein leichter Sexualdimorphismus in den Gehäusen erkennbar. Die Weibchen sind im Durchschnitt deutlich größer (17,3 bis 19,1 hoch, 9,6 bis 10,9 mm breit) als die Männchen (15,7 bis 17,7 mm hoch, 8,8 bis 9,3 mm breit). Im männlichen Geschlechtsapparat sitzen die Geschlechtsdrüsen ("Hoden") in den obersten Windungen umschlossen von der Verdauungsdrüse. Die baumförmige Struktur der Geschlechtsdrüse wird durch eine Reihe verzweigter Röhrchen gebildet, die sich zu einem Leiter vereinen. Der Samenleiter ist lang, dünn und oft in kurze Schlingen gelegt, bevor er in die spindelförmige, leicht gekrümmte Prostata mündet. Ein kurzer dünner Leiter verbindet die Prostata mit dem proximalen Teil des Penis. Dieser ist dick und U-förmig gebogen, bevor er in den verdickten distalen Endteil des Penis übergeht. Dieser hat nur etwa ein Drittel der Länge des proximalen Teils. Dieser läuft in eine stumpf-gerundete Spitze aus, mit einer seitlichen, gerundeten Verdickung.
Der weibliche Geschlechtsapparat sitzt ebenfalls in den obersten Windungen. Die Geschlechtsdrüse („Eierstöcke“) ist eine einfache, weißliche Röhre, die eingebettet in der Verdauungsdrüse liegt. Von der Geschlechtsdrüse führt ein dünner, im distalen Teil wenig in Schlingen gelegter Leiter zur Samenblase, die von der sehr großen Albumindrüse umgeben ist. Von dort führt der Eileiter vorbei an der Kapseldrüse zur Mantelhöhle.
Der Fuß ist durch eine Mittelfurche in Längsrichtung zweigeteilt. Das Operculum ist plan und hat die gleiche Farbe wie das Gehäuse. Es sitzt zentral auf dem Rückenbereichs des Fußes. Es hat einen exzentrisch gelegenen Nucleus.
Die Radula hat sieben Zähne pro Querreihe. Der große Mittelzahn hat gewöhnlich sieben Spitzchen, seltener auch bis neun, wobei die Mittelspitze größer ist als den seitlichen Spitzen. Die Seitenzähne, zwei auf jeder Seite, sind deutlich kleiner als der Mittelzahn und divergieren in Relation zum Mittelzahn nach außen. Sie haben 5 bis 7 Spitzchen. Der Marginalzahn, je einer auf jeder Seite, weist 13 bis 16 Spitzchen auf.

### Ähnliche Arten
Die in Südspanien, Südportugal und Marokko vorkommende Tudorella mauretanica unterscheidet sich durch die Radula. Die Seitenzähne haben nur 3 bis 5 Spitzchen, während Tudorella ferruginea 5 bis 7 Spitzchen hat. Im männlichen Geschlechtsapparat ist die Prostata bei Tudorella ferruginea spindelförmig und leicht gekrümmt, während sie bei Tudorella mauretanica kurz und bauchig ist. Vor allem unterscheiden sich beide Arten durch den unterschiedlichen Bau des Penis: bei Tudorella ferruginea ist der distale Teil nur etwa ein Drittel so lang wie der U-förmig gebogene proximale Teil, während bei Tudorella mauretanica der distale Teil ungefähr 2,5- bis 3-mal so lang ist wie der proximale Teil.

## Geographische Verbreitung und Lebensraum
Das Verbreitungsgebiet der Art ist auf die östlichen Balearen-Inseln (Mallorca, Menorca, Cabrera, Dragonera) beschränkt. Die Art lebt in Pinienwäldern, unter Steinen und Gebüschen und in der Macchia von Meereshöhe bis auf die „höchsten Gipfel“.
Autoren des 19. Jahrhunderts vermeldeten diese Art auch aus Nordafrika, doch Paul Pallary wies nach, dass die Art dort nicht vorkommt. Fossil ist die Art auch auf der Balearen-Insel Ibiza und in der mittel- bis oberpliozänen Nuraghe Casteddu-Formation auf Sardinien nachgewiesen. Auf Mallorca und Menorca wurde sie in pliozänen Sedimenten gefunden.

## Taxonomie
Das Taxon wurde 1822 von Jean-Baptiste Lamarck als Cyclostoma ferrugineum aufgestellt. Es wurde anschließend z. T. auch zu Tudora Baird, 1850 gestellt. Paul-Henri Fischer stellte für dieses Taxon die neue Gattung Tudorella auf; es ist deren Typusart durch Monotypie.

## Belege

### Online
- AnimalBase - Tudorella ferruginea